# Gerhard Rodeck
Gerhard Rodeck (* 14. April 1922 in Jena; † 8. August 2020) war ein deutscher Professor und Urologe. Von 1961 bis 1990 war er an der Philipps-Universität Marburg im Fachbereich Medizin tätig. Er forschte unter anderem zur Entstehung von Nierensteinen. 1972 transplantierte er die erste Niere in Marburg.

## Leben
Rodeck studierte ab 1940 Medizin in Jena, Berlin, Würzburg und Gießen. 1945 legte er das Staatsexamen in Berlin ab und die Promotion in Jena. Es folgte die allgemeinmedizinische und chirurgische Ausbildung in Weimar und Meiningen. 1950 absolvierte er die chirurgische und urologische Ausbildung bei Egbert Schwarz in Erfurt. 1952 wurde Rodeck Facharzt für Chirurgie und 1953 für Urologie. Im gleichen Jahr übernahm er die urologische Abteilung in Erfurt. 1958 habilitierte Rodeck für das Fach Chirurgie, später mit Erweiterung auf das Fach Urologie. 
1960 wurde er Oberarzt der Chirurgischen Universitätsklinik Marburg unter Max Schwaiger und Leiter der Urologischen Abteilung sowie beratender Urologe der Tuberkulose-Heilanstalt Sonnenblick in Marburg. 1961 erfolgte die Umhabilitation an die Philipps-Universität Marburg und 1966 wurde ihm eine außerplanmäßige Professur verliehen. 1967 folgte die Ernennung zum Wissenschaftlichen Rat und Professor und Beamten auf Lebenszeit sowie 1969 die Ernennung zum Wissenschaftlichen Rat und Professor als Abteilungsvorsteher. 1968 und 1968 führte Rodeck die Chirurgische Klinik Marburg kommissarisch. 1970 wurde er auf den neu geschaffenen ersten Marburger Lehrstuhl für Urologie berufen, zum ordentlichen Professor ernannt und Direktor der Urologischen Klinik und Poliklinik der Universität Marburg. Rodeck leitete die Urologische Klinik bis zu seiner Emeritierung im Jahr 1990.
Zu seinen wissenschaftlichen Tätigkeiten zählten die Urologische Onkologie, Harnableitung und Blasenersatz, Urogenitaltuberkulose, Überfunktion der Nebenschilddrüse als Ursache der Harnstein-Bildung, Nierentransplantation, urologische Traumatologie und pädiatrische Urologie.

## Vorsitz
- 1980–1981: Präsident der Nordrhein-Westfälischen Gesellschaft für Urologie
- 1983: Präsident der Deutschen Gesellschaft für Urologie

## Ehrungen
- 1990: Verleihung der Maximilian-Nitze-Medaille